# André Boniface
André Boniface (Montfort-en-Chalosse, 14 de agosto de 1934-Soorts-Hossegor, 8 de abril de 2024) fue un jugador de rugby francés. Durante su vida profesional compaginó las posiciones de Wing y Centro. Jugó para la selección francesa entre los años 1954 y 1966, capitaneándola en 48 ocasiones y logrando 44 puntos.

## Carrera deportiva
Entró a formar parte del Salón de la Fama del Rugby en 2005 y del Salón de la Fama de la World Rugby en 2010.

## Palmarés

### En club
- Campeón de Francia en 1963
- Campeón de la Challenge Yves du Manoir en 1960, 1961 y 1962.
- Subcampeón de Francia en 1953 y 1959Vice-champion de France en 1953 et 1959
- Finalista de la Challenge Yves du Manoir en 1966
- Finalista de la Copa de Europa de Clubs FIRA en 1964

### Selección francesa
- Vencedor del Torneo de las Seis Naciones en 5 ocasiones: 1954, 1955, 1959, 1961 y 1962.